# Veliš, Benešov
Veliš là một làng thuộc huyện Benešov, vùng Středočeský, Cộng hòa Séc.